# Spoorloos (boek)
Spoorloos is een in 2002 uitgebrachte thriller van Harlan Coben. In 2003 werd het boek uitgebracht voor de Nederlandse taal; het werd vertaald door Els Franci-Ekeler. Het is het elfde boek van Coben. De oorspronkelijke titel van het boek is Gone for good. De tagline van het boek is 'Je eerste liefde vergeet je nooit. Die van mij werd vermoord.'

## Het verhaal
11 jaar geleden werd Will Kleins ex-vriendin Julie gewurgd en verkracht aangetroffen in de kelder van haar huis. Al het bewijs wees naar Wills oudere broer Ken. Die verdween echter spoorloos. Er werd aangenomen dat hij dood was.
Inmiddels heeft Will de draad van zijn leven weer opgepakt, maar dan onthult zijn moeder op haar sterfbed dat Ken nog leeft. Kort daarna verdwijnt Wills mooie vriendin Sheila. Will krijgt te horen dat ze verdacht wordt van een barbaarse dubbelmoord. Will gaat, samen met zijn vriend Squares, op zoek en valt van de ene verrassing in de andere.

## Bestseller 60
| Boeken met noteringen in de Nederlandse Bestseller 60 | Jaar van verschijnen | Datum van binnenkomst | Hoogste positie | Aantal weken | Opmerkingen                   |
| ----------------------------------------------------- | -------------------- | --------------------- | --------------- | ------------ | ----------------------------- |
| Spoorloos                                             | 2006                 | 28-06-2006            | 11              | 28           | verfilmd als serie op Netflix |